# Princess (Magazin)
Gekkan Princess (jap. 月刊プリンセス) ist ein japanisches Manga-Magazin, das sich an ein jugendliches weibliches Publikum richtet und daher zur Shōjo-Kategorie gezählt wird. Kernzielgruppe sind junge Jugendliche beziehungsweise Mittelschüler. Die meisten enthaltenen Serien handeln von Alltagsgeschichten in der Schule. Daneben enthält die Publikation Artikel und Werbung, vor allem zu Mode und Schmuck, sowie Poster mit attraktiven Männern. Das Magazin erscheint seit 1974 monatlich jeden 6. bei Akita Shoten. Beim gleichen Verlag erscheint seit 1979 das Schwestermagazin Princess Gold.

## Serien (Auswahl)
- A.I. Revolution von Yuu Asami
- After School Nightmare von Setona Mizushiro
- At Laz Meridian von Satol Yuiga
- Bara-Ō no Sōretsu von Aya Kanno
- Complex von Kumiko Kikuchi
- Deimos no Hanayome von Yuho Ashibe und Etsuko Ikeda
- Eden no Trill von Maki Fujita
- Eroica Yori Ai o Komete von Yasuko Aoike
- I’m no Angel!! – Tenshi Ja Nai!! von Takako Shigematsu
- Kuro Bara Alice von Setona Mizushiro
- Lady Victorian von Naoko Moto
- Ōke no Monshō von Chieko Hosokawa
- Rosen Blood von Kachiru Ishizue
- Shinobi Life von Shoko Conami
- Tag X von Setona Mizushiro
- Tenshi Kōryaku Manual von Kumiko Kikuchi